# Pokémon Oro HeartGold e Argento SoulSilver
Pokémon Versione Oro HeartGold (ポケットモンスター ハートゴールド?, Poketto Monsutā Hātogōrudo, Pocket Monster HeartGold) e Pokémon Versione Argento SoulSilver (ポケットモンスター ソウルシルバー?, Poketto Monsutā Sōrushirubā, Pocket Monsters SoulSilver) sono una coppia di videogiochi di ruolo della serie Pokémon per Nintendo DS.
Ambientati principalmente nella regione di Johto e Kanto, sono dei rifacimenti dei videogiochi della seconda generazione Pokémon Oro e Argento. Lo sviluppo dei videogiochi, annunciati al Pokémon Sunday, programma trasmesso su TV Tokyo dedicato al mondo dei Pokémon, cade nel decimo anniversario dalla pubblicazione dei titoli per Game Boy Color. La data di lancio giapponese del 12 settembre è stata scelta in omaggio a Pokémon Giallo, uscito nel 1998.

## Modalità di gioco
Il gioco presenta un aggiornamento sia delle regioni di Johto e Kanto, rese interamente in 3D e con nuove modifiche sia ad alcuni ambienti (compreso il laboratorio del Professor Elm a Borgo Foglianova), che all'aspetto di alcuni Pokémon (tra cui i Pokémon iniziali e i leggendari che appaiono in copertina: Ho-Oh e Lugia). La protagonista femminile è stata inoltre sostituita da Cetra che avrà un PokéGear di colore differente dal personaggio maschile. Altra novità introdotta è che i Pokémon seguiranno il giocatore come avveniva nella versione Gialla del gioco.
Tra i Pokémon speciali che è possibile ottenere nel continente vi è una femmina di Pichu presente nel lungometraggio Pokémon: Arceus e il Gioiello della Vita ed i leggendari Groudon, Kyogre e Rayquaza. Sono stati inoltre introdotti due eventi: uno che coinvolge Arceus, che permette al protagonista di scegliere uno dei Pokémon mascotte del precedente trio di giochi (Diamante, Perla e Platino), e un altro che coinvolge Celebi, in cui è possibile incontrare Giovanni in un'area delle Cascate Tohjo per sventare la minaccia della formazione di un nuovo Team Rocket. Infine nella regione di Kanto sono presenti anche i leggendari Latias e Latios.

## Differenze rispetto alle versioni precedenti
In Oro e Argento era possibile catturare sia Ho-Oh che Lugia e il Pokémon leggendario che appariva nella copertina del gioco era di livello 40 (mentre l'altro era di livello 70). Nei remake il primo si trova a livello 45, l'altro al livello 70.
Caratteristica ispirata a Pokémon Giallo è che il Pokémon messo in cima alla lista seguirà il giocatore, fuori dalla sua Poké Ball, che potrà interagire con esso ed ottenere informazioni sul suo stato d'animo.
È inoltre possibile ottenere, oltre ad un Pokémon iniziale di Kanto, uno dei tre Pokémon iniziali della terza generazione: Treecko, Torchic e Mudkip alla Silph SpA di Zafferanopoli da Rocco Petri.
Sono stati inoltre aggiunti Articuno, Zapdos e Mewtwo, assenti nelle rispettive località (le Isole Spumarine, la Centrale elettrica e la Grotta Celeste) nelle versioni per Game Boy. Il leggendario Moltres invece è disponibile all'interno del Monte Argento (Mt. Silver). Anche la modalità di cattura di Suicune, mascotte di Pokémon Cristallo, è stata modificata rispetto ai titoli della seconda generazione.
È stata nuovamente inserita la Zona Safari, ma collocata nei pressi di Fiorlisopoli ed accessibile attraverso il Percorso 47. A Fucsiapoli la Zona Safari viene sostituita dal Parco Amici, già presente nei videogiochi della quarta generazione. Nella regione di Kanto è stato inoltre ripristinato il Bosco Smeraldo. Sono inoltre presenti il Parco Lotta di Sinnoh e la GTS (Global Trade Station).
Infine sono state apportate leggere modifiche ai Pokémon posseduti dai capipalestra. Come in Pokémon Platino è inoltre possibile sfidarli nuovamente. In questo caso schiereranno in campo anche Pokémon della terza e della quarta generazione.
In sostituzione delle Gare Pokémon è stato introdotto il Pokéathlon, una sfida di abilità composta da 10 minigiochi differenti, divisi in 5 categorie: Velocità, Forza, Abilità, Resistenza e Agilità.

## Differenze rispetto alla versione giapponese
Nei titoli in lingua inglese ed in lingua coreana, oltre che nelle versioni europee del gioco, sono state rimosse le slot machine dal Casinò di Fiordoropoli e Azzurropoli e sostituite da un minigioco chiamato "Gira Voltorb", basato su Campo minato che vede come protagonista il Pokémon Voltorb.

## Accoglienza
Nel primo weekend di lancio, Pokémon Oro HeartGold e Argento SoulSilver hanno toccato la cifra di 1 408 980 copie vendute. A marzo 2011 il numero di vendite è pari ad 11,90 milioni di unità.

## PokéWalker

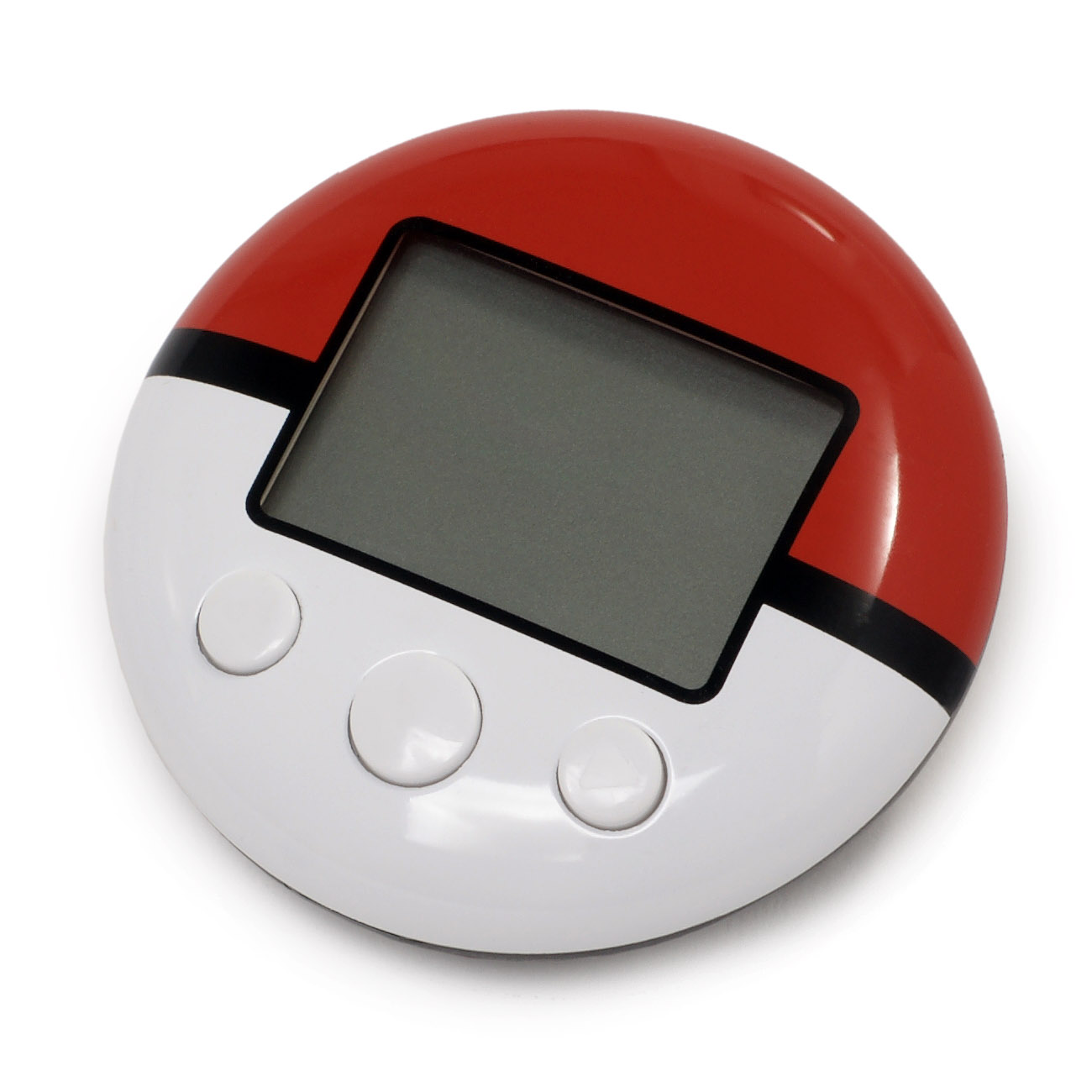
Il PokéWalker

Il PokéWalker (ポケウォーカー?) è uno speciale contapassi distribuito insieme ai videogiochi Pokémon HeartGold e SoulSilver.
Ha l'aspetto di una Poké Ball ed è in grado di comunicare, tramite collegamento IrDA, con le console Nintendo DS, Nintendo DSi e Nintendo 3DS. Se viene depositato un Pokémon nel PokéWalker è possibile far aumentare la sua esperienza, la sua felicità ed il suo livello in base ai passi eseguiti dal giocatore. È inoltre possibile trovare strumenti o catturare nuovi Pokémon che potranno essere trasferiti nei titoli della quarta generazione.
In un evento per Pokémon HeartGold e SoulSilver è stato possibile sbloccare una nuova area del PokéWalker, il Bosco Giallo (きいろのもり? Foresta Gialla), una località in cui vivono Pikachu che hanno appreso mosse (come Volo o Surf) che gli altri esemplari della specie non possiedono.